# Patak-e Beygdelī
Patak-e Beygdelī (persiska: پتک بیگدلی) är en ort i Iran.   Den ligger i provinsen Khuzestan, i den centrala delen av landet, 500 km söder om huvudstaden Teheran. Patak-e Beygdelī ligger 507 meter över havet och antalet invånare är 949.
Terrängen runt Patak-e Beygdelī är varierad.Runt Patak-e Beygdelī är det ganska glesbefolkat, med 47 invånare per kvadratkilometer. Närmaste större samhälle är Ţalāvar-e Yek, 17,9 km nordost om Patak-e Beygdelī. Omgivningarna runt Patak-e Beygdelī är i huvudsak ett öppet busklandskap.